# سناریوی بدترین حالت

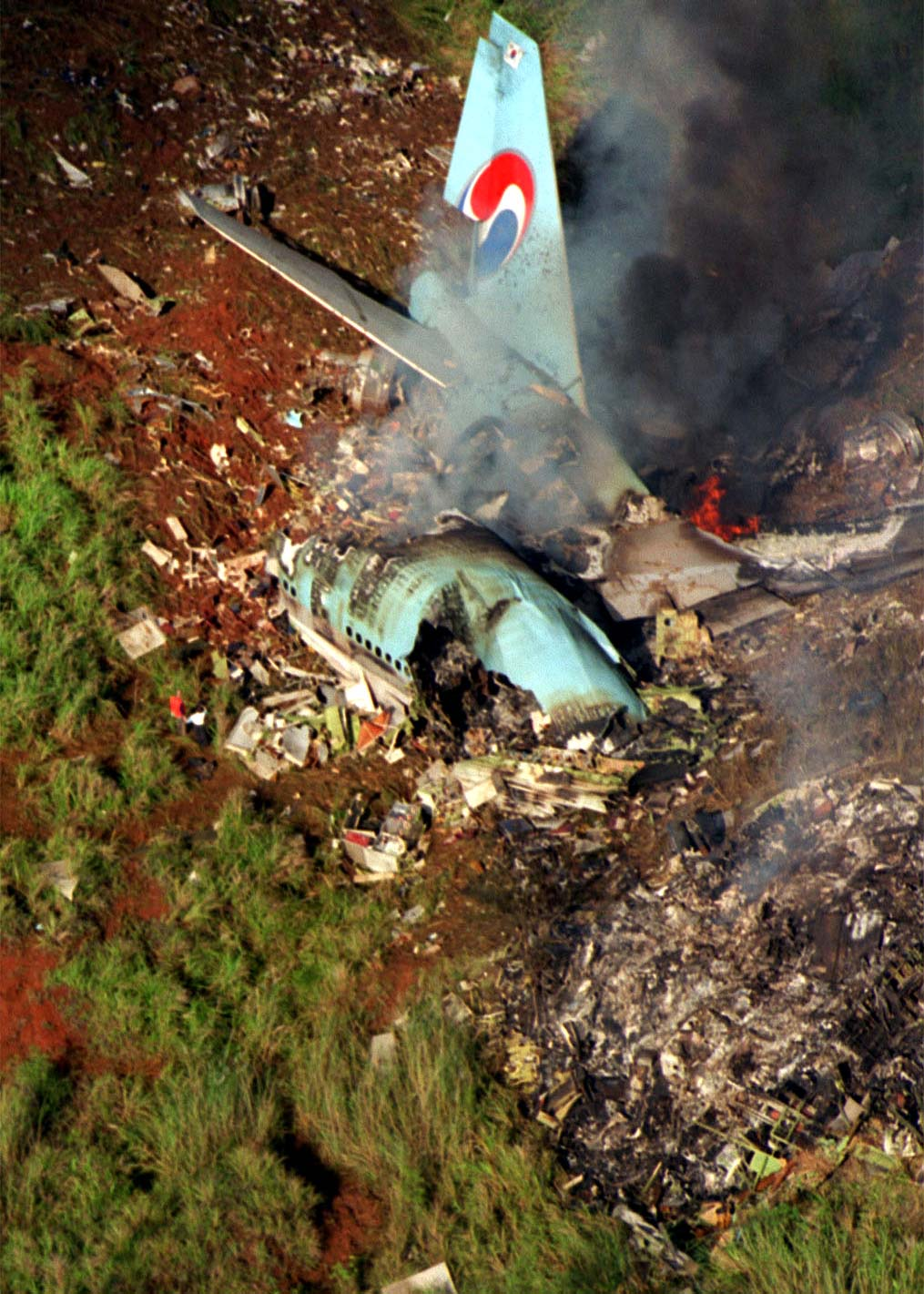
نمونه‌ایی از سناریوی بدترین حالت در صنعت هوایی و سقوط یک هواپیما

سناریوی بدترین حالت یا فرانامهٔ بدترین حالت یک مفهوم در مدیریت و ارزیابی ریسک برای یک برنامه‌ریز است. در برنامه‌ریزی برای فجایع بالقوه، در نظر گرفتن بدترین حالت ممکن که به صورت مدلل امکان وقوع در شرایط خاص را داراست. تصور یک سناریوی بدترین حالت، به طور رایج، یک برنامه‌ریزی استراتژیک برای آمادگی و به حداقل رساندن احتمال وقوع اتفاقی آن در موارد کیفی یا سایر موارد با اهمیت است.

## توسعه و استفاده
سناریوی بدترین حالت «یکی از رایج‌ترین سناریوهای فرعی» است. یک مدیر ارزیابی ریسک ممکن است که درخواست یک «تخمین ریسک محافظه‌کارانه» داشته باشد که بیانگر سناریوی بدترین حالت باشد تا بتواند حدود ممکن برای برنامه‌ریزی جهت کاهش ریسک را تعیین گرداند. عموماً یک سناریوی بدترین حالت زمانی تعیین می‌گردد که توافق گردد که به‌اندازهٔ کافی بد است. به هر حال، این نکته برای تشخیص مهم است که هیچ سناریوی بدترین حالتی در واقع همیشه بدترین حالت نیست.